# Junior (Virgínia de l'Oest)
Junior és una població dels Estats Units a l'estat de Virgínia de l'Oest. Segons el cens del 2000 tenia 450 habitants.

## Demografia
Segons el cens del 2000, Junior tenia 450 habitants, 178 habitatges, i 134 famílies. La densitat de població era de 579,2 habitants per km².
Dels 178 habitatges en un 35,4% hi vivien nens de menys de 18 anys, en un 55,1% hi vivien parelles casades, en un 15,2% dones solteres, i en un 24,7% no eren unitats familiars. En el 22,5% dels habitatges hi vivien persones soles el 10,7% de les quals corresponia a persones de 65 anys o més que vivien soles. El nombre mitjà de persones vivint en cada habitatge era de 2,53 i el nombre mitjà de persones que vivien en cada família era de 2,96.
Per edats la població es repartia de la següent manera: un 26% tenia menys de 18 anys, un 8,2% entre 18 i 24, un 27,1% entre 25 i 44, un 25,1% de 45 a 60 i un 13,6% 65 anys o més.
L'edat mediana era de 36 anys. Per cada 100 dones de 18 o més anys hi havia 97 homes.
La renda mediana per habitatge era de 20.536 $ i la renda mediana per família de 26.250 $. Els homes tenien una renda mediana de 21.875 $ mentre que les dones 15.875 $. La renda per capita de la població era de 10.279 $. Entorn del 20,3% de les famílies i el 24,5% de la població estaven per davall del llindar de pobresa.

## Poblacions més properes
El següent diagrama mostra les poblacions més properes.